# Blauwhelm
Een blauwhelm is een lid van het burgerpersoneel of een militair die in een VN-vredesmacht dient. Blauwhelmen worden uitgezonden door de Veiligheidsraad van de Verenigde Naties als er internationaal een conflict dreigt uit te breken. Hun taak bestaat er vooral in toezicht te houden op een mogelijk staakt-het-vuren, te bemiddelen of de troepen te ontwapenen.
De blauwhelmen worden zo genoemd omdat ze blauwe helmen of baretten dragen. Sikhsoldaten dragen blauwe tulbanden.
Blauwhelmen werden onder meer ingezet in Congo van 1960 tot 1964, en in 1964 aan de grens tussen Pakistan en India, als onderdeel van de UNIPOM-missie, die er echter niet in slaagde de Tweede Kasjmiroorlog tussen beide staten in 1965 te voorkomen. Het aantal groeit sinds de jaren negentig sterk. Later waren zij actief in landen zoals Irak, Somalië en Kosovo. Nederland zond onder meer "blauwe baretten" naar Libanon als onderdeel van de UNIFIL-missie en naar de Sinaï.

## Ontwikkelingen sinds 1991
Het einde van de Koude Oorlog veroorzaakte een dramatische verschuiving in de VN en multilaterale vredeshandhaving. In een nieuwe geest van samenwerking zette de Veiligheidsraad van de VN grotere en complexere VN-vredesmissies op, vaak om alomvattende vredesovereenkomsten tussen oorlogvoerende partijen in intrastatelijke conflicten en burgeroorlogen te helpen uitvoeren. Bovendien kwamen er bij vredeshandhaving steeds meer niet-militaire elementen kijken die zorgden voor het goed functioneren van maatschappelijke functies, zoals verkiezingen. Het VN-departement voor vredesoperaties werd in 1992 opgericht om aan deze toegenomen vraag naar dergelijke missies te voldoen.
In El Salvador en Mozambique bood vredeshandhaving manieren om zelfvoorzienende vrede te bereiken. Sommige pogingen mislukten, misschien als gevolg van een te optimistische inschatting van wat de VN-vredeshandhaving zou kunnen bereiken. Terwijl complexe missies in Cambodja en Mozambique aan de gang waren, stuurde de Veiligheidsraad vredeshandhavers naar conflictgebieden zoals Somalië, waar noch een staakt-het-vuren, noch de instemming van alle conflictpartijen was verzekerd. Deze operaties beschikten niet over de mankracht en werden niet ondersteund door de vereiste politieke wil om hun mandaat uit te voeren. 
De mislukkingen – met name de genocide in Rwanda in 1994 en het bloedbad in Srebrenica in 1995 – leidden tot een periode van bezuinigingen en zelfonderzoek bij de VN-vredeshandhaving. Als gevolg hiervan ontving het relatief kleine UNTAES-overgangsbestuur in Oost-Slavonië een hoog niveau van toezeggingen en werd het "proeftuin voor ideeën, methoden en procedures". Het bleek te worden bestempeld als de meest succesvolle VN-missie en werd gevolgd door andere ambitieuzere overgangsregeringen in Kosovo (UNMIK) en Oost-Timor (UNTAET).
Die periode leidde gedeeltelijk tot de Vredesopbouwcommissie van de Verenigde Naties, die werkt aan het implementeren van stabiele vrede door middel van een aantal van dezelfde maatschappelijke functies waar vredeshandhavers ook aan werken, zoals verkiezingen. De commissie werkt momenteel samen met zes landen in Afrika.

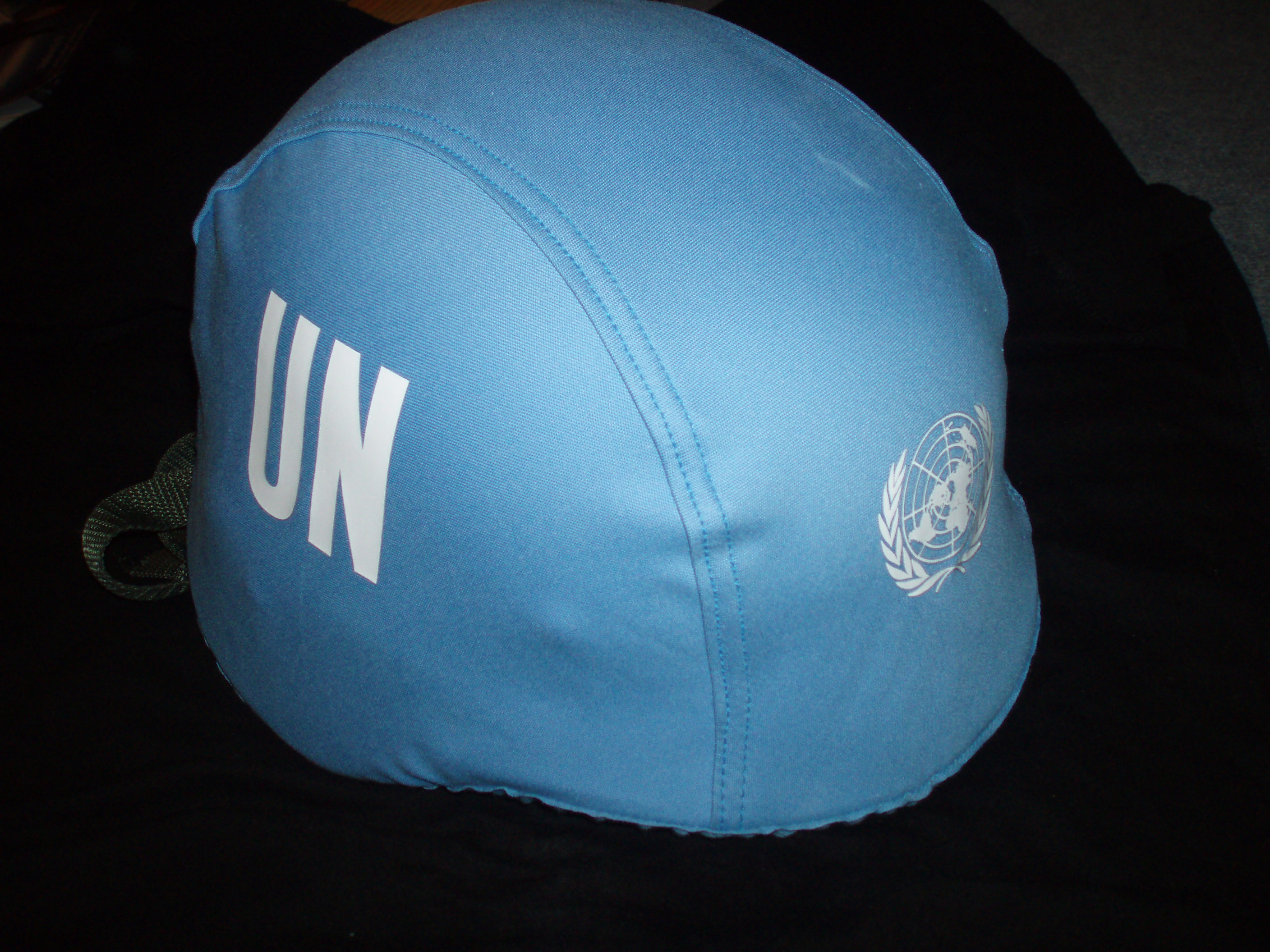
Een blauwe VN-helm
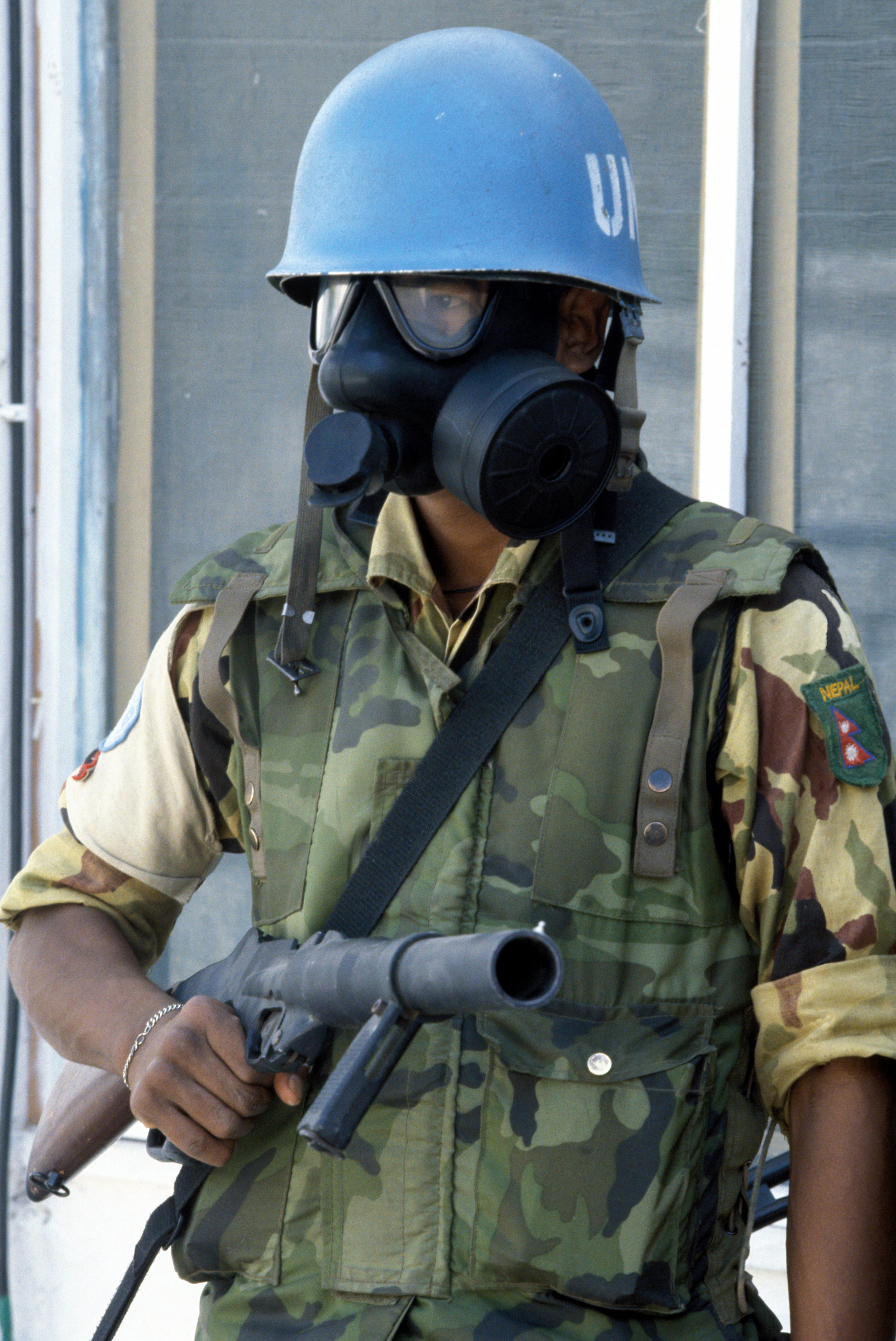
Een Nepalese VN-soldaat in Congo
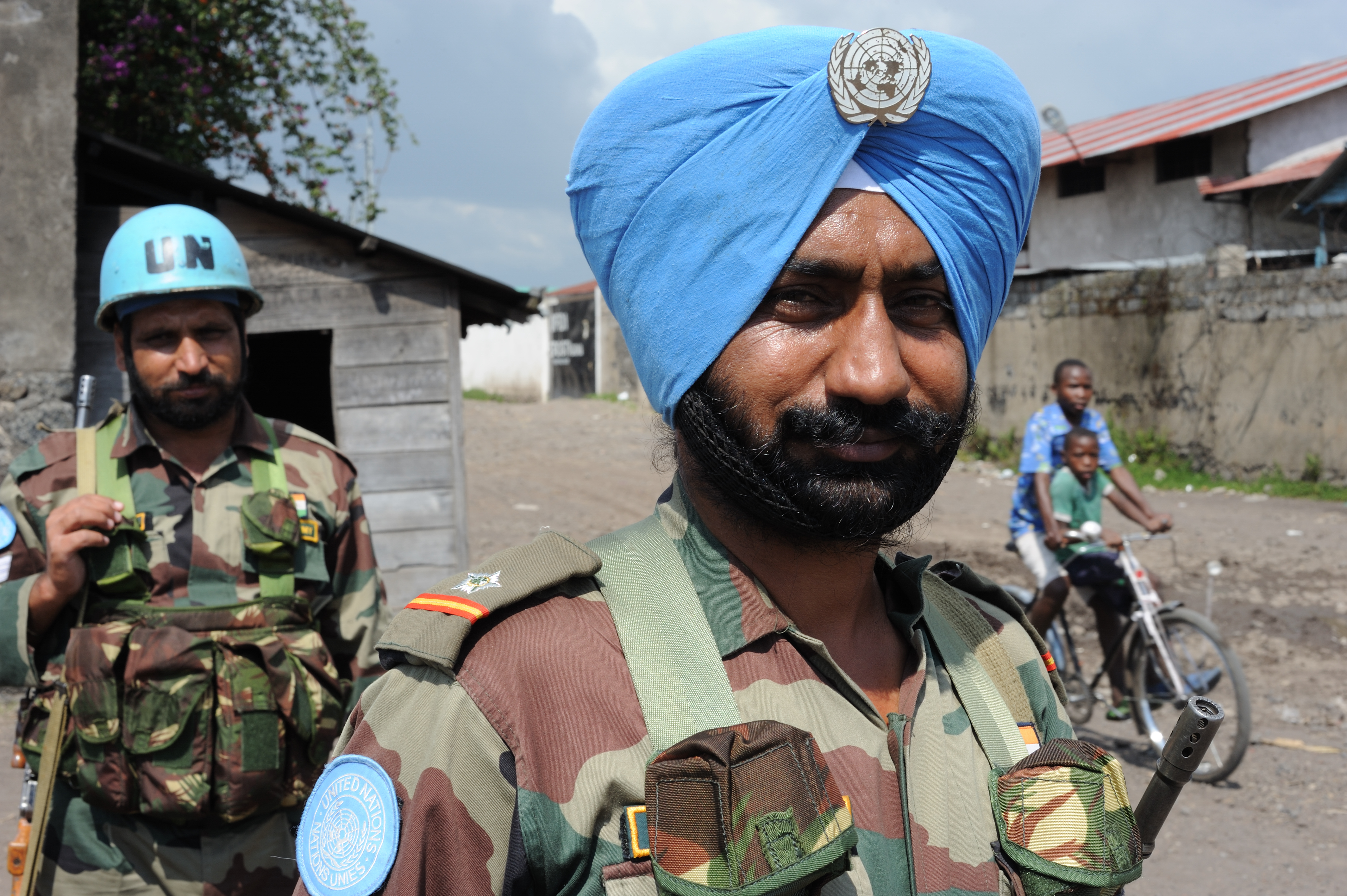
VN-peacekeepers in Congo